# Волтон (містечко, Нью-Йорк)
Волтон (англ. Walton) — місто (англ. town) в США, в окрузі Делавер штату Нью-Йорк. Населення — 5270 осіб (2020).

## Демографія
Згідно з переписом 2010 року, у місті мешкало 5576 осіб у 2401 домогосподарстві у складі 1508 родин. Було 3106 помешкань
Расовий склад населення:
| - 97,0 % — білих - 0,7 % — чорних або афроамериканців - 0,6 % — азіатів - 0,4 % — корінних американців |

До двох чи більше рас належало 0,8 %. Частка іспаномовних становила 2,7 % від усіх жителів.
За віковим діапазоном населення розподілялося таким чином: 21,7 % — особи молодші 18 років, 60,8 % — особи у віці 18—64 років, 17,5 % — особи у віці 65 років та старші. Медіана віку мешканця становила 43,7 року. На 100 осіб жіночої статі у місті припадало 98,2 чоловіків;  на 100 жінок у віці від 18 років та старших — 97,4 чоловіків також старших 18 років.
Середній дохід на одне домашнє господарство  становив 51 092 долари США (медіана — 48 300), а середній дохід на одну сім'ю — 52 700 доларів (медіана — 51 014). Медіана доходів становила 50 920 доларів для чоловіків та 30 518 доларів для жінок. За межею бідності перебувало 27,0 % осіб, у тому числі 50,8 % дітей у віці до 18 років та 4,0 % осіб у віці 65 років та старших.
Цивільне працевлаштоване населення становило 2102 особи. Основні галузі зайнятості: освіта, охорона здоров'я та соціальна допомога — 20,5 %, виробництво — 19,9 %, будівництво — 11,0 %, роздрібна торгівля — 10,4 %.